# Krzywe (Mrągowo)
Krzywe [ˈkʂɨvɛ] (deutsch Krummendorf) ist ein Dorf in der polnischen Woiwodschaft Ermland-Masuren. Es gehört zur Gmina Mrągowo (Landgemeinde Sensburg) im Powiat Mrągowski (Kreis Sensburg).

## Geographische Lage
Krzywe liegt am Nordostufer des Krummendorfer Sees (polnisch Jezioro Krzywe) in der südlichen Mitte der Woiwodschaft Ermland-Masuren, neun Kilometer südlich der Kreisstadt Mrągowo (deutsch Sensburg).

## Geschichte
Das um 1785 Krzywen und bis 1945 Krummendorf genannte Dorf wurde 1549 gegründet. Zwischen 1874 und 1945 war es in den Amtsbezirk Grabowen (polnisch Grabowo) eingegliedert, der – 1938 in „Amtsbezirk Grabenhof“ umbenannt – zum Kreis Sensburg im Regierungsbezirk Gumbinnen (ab 1905: Regierungsbezirk Allenstein) in der preußischen Provinz Ostpreußen gehörte.
489 Einwohner zählte Krummendorf im Jahre 1910. Ihre Zahl verringerte sich bis 1933 auf 484 und belief sich 1939 auf noch 346.
Aufgrund der Bestimmungen des Versailler Vertrags stimmte die Bevölkerung in den Volksabstimmungen in Ost- und Westpreussen am 11. Juli 1920 über die weitere staatliche Zugehörigkeit zu Ostpreußen (und damit zu Deutschland) oder den Anschluss an Polen ab. In Krummendorf stimmten 380 Einwohner für den Verbleib bei Ostpreußen, auf Polen entfielen keine Stimmen.
In Kriegsfolge kam Krummendorf 1945 mit dem gesamten südlichen Ostpreußen zu Polen und erhielt die polnische Namensform „Krzywe“. Heute ist das Dorf Sitz eines Schulzenamtes (polnisch Sołectwo) und als solches eine Ortschaft im Verbund der Gmina Mrągowo (Landgemeinde Sensburg) im Powiat Mrągowski (Kreis Sensburg), bis 1998 der Woiwodschaft Olsztyn (Allenstein), seither der Woiwodschaft Ermland-Masuren zugehörig. Im Jahre 2011 zählte Krzywe 189 Einwohner.

## Kirche
Bis 1945 war Krummendorf in die evangelische Pfarrkirche Sensburg in der Kirchenprovinz Ostpreußen der Kirche der Altpreußischen Union osiwe in die katholische Kirche St. Adalbert in Sensburg im Bistum Ermland eingepfarrt. Die evangelischen Einwohner Krzywes halten sich weiterhin zum jetzt St.-Trinitatis-Kirche genannten Gotteshaus in Mrągowo, jetzt in der Diözese Masuren der Evangelisch-Augsburgischen Kirche in Polen gelegen. Die katholischen Kirchenlieder gehören zur Pfarrei in Grabowo (Grabowen, 1938 bis 1945 Grabenhof) im Erzbistum Ermland der polnischen katholischen Kirche.

## Verkehr
Krzywe liegt zwischen den Hauptstraßen der Landesstraße 59 bzw. der Woiwodschaftsstraße 600 und ist jeweils über eine Nebenstraße zu erreichen. Eine Anbindung an das Schienennetz besteht nicht.